# Melitraceno

O melitraceno é um antidepressivo tricíclico, comercializado na Europa e Japão pela Lundbeck e Takeda, respectivamente, para o tratamento da depressão e ansiedade.
Para além de ser vendida em preparação simples de droga única, está também disponível como combinação contendo melitraceno e flupentixol.
A farmacologia do melitraceno ainda não foi investigada de maneira apropriada e é largamente desconhecida, mas pensa-se de atue de maneira similar ao outros antidepressivos tricíclicos. De fato, há relatos de que o melitraceno tem efeitos e eficácia semelhantes à imipramina e à amitriptilina, mas com tolerância melhorada e um menor intervalo de tempo até ser observada a sua ação.